# Ivan Troesj
Ivan Ivanovitsj Troesj (Oekraïens: Іван Іванович Труш; 18 januari 1869 – 22 maart 1941) was een Oekraïense impressionistische schilder, bekend om zijn landschappen en portretten, en een actieve promotor van de kunsten in Galicië, een historische regio in West-Oekraïne.

## Leven
Troesj werd geboren in Vysotsko, nabij Brody in het toenmalige Oostenrijks-Hongaarse Rijk (nu in de oblast Lviv, Oekraïne). Tussen 1891 en 1897 studeerde hij aan de Academie voor Schone Kunsten in Krakau onder leiding van Jan Stanisławski en Leon Wyczółkowski. Daarnaast volgde hij studies in Wenen (1894) en München (1897).
Vanaf 1898 vestigde Troesj zich in Lviv, waar hij actief betrokken was bij het Oekraïense artistieke en culturele leven. Hij was bevriend met de dichter en schrijver Ivan Franko en speelde een sleutelrol bij de oprichting van professionele kunstverenigingen in Galicië, zoals de Society for the Advancement of Ruthenian Art en de Society of Friends of Ukrainian Scholarship, Literature, and Art. Daarnaast was hij mede-uitgever van het eerste Oekraïense kunsttijdschrift, Artystychnyi visnyk.
Troesj reisde veel en bezocht onder andere Italië, Egypte en Palestina, wat zijn artistieke ontwikkeling verder beïnvloedde. Tijdens zijn carrière creëerde hij meer dan 6.000 werken, waaronder portretten van prominente Oekraïense figuren zoals Ivan Franko, Lesja Oekrajinka en Mychajlo Drahomanov.
Hij overleed op 22 maart 1941 in Lviv en werd begraven op de Lychakiv-begraafplaats.

## Bijdragen aan de kunst
Troesj wordt beschouwd als een van de meest vooraanstaande Oekraïense impressionisten en speelde een cruciale rol in de heropleving van de schilderkunst in Galicië. Zijn werk omvat een breed scala aan landschappen en portretten, en hij was een subtiele colorist die de schoonheid van de Oekraïense natuur vastlegde. Zijn schilderijen, zoals “Zonsondergang in het bos” en “Eenzame den”, tonen zijn meesterlijke beheersing van licht en kleur.

## Nalatenschap
Troesj’s nalatenschap leeft voort in de Oekraïense kunstgeschiedenis. Zijn werk wordt tentoongesteld in verschillende musea, waaronder het Nationaal Museum in Lviv, dat mede dankzij zijn inspanningen werd opgericht. Zijn bijdragen hebben de basis gelegd voor de ontwikkeling van een nationale kunsttraditie in Oekraïne.
- Gemeinsame Normdatei: 120123312
- International Standard Name Identifier: 0000 0000 2706 2675
- Library of Congress Control Number: n84121902
- Nationale Bibliotheek van Tsjechië: js20221142310
- RKD-Nederlands Instituut voor Kunstgeschiedenis: 78337
- Virtual International Authority File: 50048859
- WorldCat: E39PBJbCQcpGXQyPRJG9DTfg8C